# Nederlandse kampioenschappen schaatsen afstanden 1995 - 1500 meter vrouwen
De Nederlandse kampioenschappen schaatsen afstanden 1995 - 1500 meter vrouwen werden gehouden op ijsbaan De Uithof in december 1994. 
Titelverdedigster Annamarie Thomas, die de titel pakte tijdens de Nederlandse kampioenschappen schaatsen afstanden 1994, werd weer kampioen.

## Uitslag
| #      | Schaatser             | Tijd    |
| ------ | --------------------- | ------- |
| Goud   | Annamarie Thomas      | 2.08,11 |
| Zilver | Tonny de Jong         | 2.10,74 |
| Brons  | Renate Groenewold     | 2.11,94 |
| 4      | Sandra 't Hart        | 2.12,15 |
| 5      | Lia van Schie         | 2.12,38 |
| 6      | Sandra Zwolle         | 2.12,76 |
| 7      | Colette Zee           | 2.12,78 |
| 8      | Jenita Smit           | 2.12,79 |
| 9      | Barbara de Loor       | 2.13,18 |
| 10     | Andrea Nuyt           | 2.13,22 |
| 11     | Carla Zijlstra        | 2.13,70 |
| 12     | Marjan Mager          | 2.14,15 |
| 13     | Léontine van Meggelen | 2.15,43 |
| 14     | Marianne Timmer       | 2.15,61 |

1987 · 
1988 · 
1989 · 
1990 · 
1991 · 
1992 · 
1993 · 
1994 · 
1995 · 
1996 · 
1997 · 
1998 · 
1999 · 
2000 · 
2001 · 
2002 · 
2003 · 
2004 · 
2005 · 
2006 · 
2007 · 
2008 · 
2009 · 
2010 · 
2011 · 
2012 · 
2013 · 
2014 · 
2015 · 
2016 · 
2017 · 
2018 · 
2019 · 
2020 · 
2021 · 
2022 · 
2023 · 
2024 · 
2025